# Trjapitzinellus semidaliphagus
Trjapitzinellus semidaliphagus är en stekelart som beskrevs av Gennaro Viggiani 1967. Trjapitzinellus semidaliphagus ingår i släktet Trjapitzinellus och familjen sköldlussteklar.
Artens utbredningsområde är:
- Tjeckien.
- Italien.
- Moldavien.

Inga underarter finns listade i Catalogue of Life.